# Падіння комуністичного режиму в Угорщині (1989)

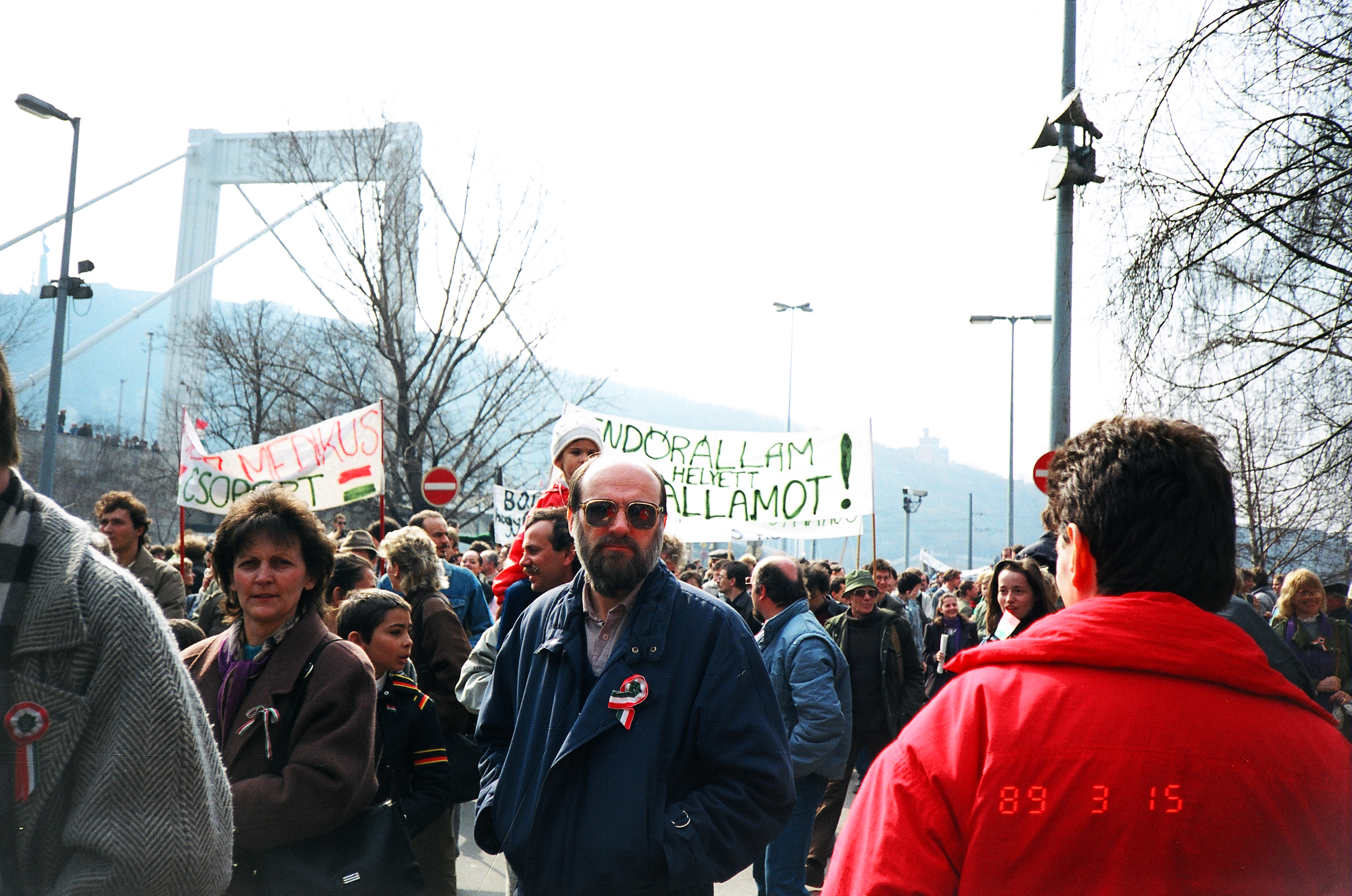
Мітинг у Будапешті, 15 березня 1989 року

Падіння комуністичного режиму в Угорщині — події, пов'язані з поваленням комуністичного режиму та зміною влади в Угорщині, викликані загальною кризою соціалістичного табору. Події стали частиною так званої «Осені народів».
Зміна влади відбулась мирним шляхом — «зверху». У жовтні 1989 року правляча Угорська соціалістична робітнича партія провела свій останній з'їзд і перейменувала себе в Угорську соціалістичну партію. В історичній сесії 16—20 жовтня парламент ухвалив закон, що передбачає багатопартійні парламентські та прямі президентські вибори. 23 жовтня, в річницю початку угорського повстання 1956 року, процес повалення комуністичного режиму та суспільного устрою завершився: Угорська Народна Республіка була перетворена в Республіку Угорщина, її конституція гарантувала права людини і громадянина, була створена організаційна структура, яка забезпечила поділ повноважень між судовою, законодавчою і виконавчою владою.
В 1990 році відбулися перші вільні вибори.
У період з 12 березня 1990 року по 19 червня 1991 року з території Угорщини були виведені радянські війська.